# 854 TCN
854 TCN là một năm trong lịch La Mã.